# Fujimoto-Belleau-Reaktion
Die Fujimoto-Belleau-Reaktion ist eine Namensreaktion in der organischen Chemie. Sie ist nach den beiden Chemikern George I. Fujimoto und Bernard Belleau benannt und dient der Synthese von α-substituierten α,β-Enonen.

## Übersichtsreaktion
Die Reaktion erlaubt es, mit Hilfe einer Grignard-Verbindung, aus cyclischen Enollactonen α-substituierte, α,β-Enone zu synthetisieren.

## Reaktionsmechanismus
Beim vorgeschlagenen Reaktionsmechanismus reagiert das Enollacton über verschiedene Zwischenstufen zum α,β-Enon:

## Anwendung
Im Folgenden ist eine Anwendung der Fujimoto-Belleau-Reaktion dargestellt. Die für die Reaktion entscheidende Methyl-Gruppe (CH3) ist blau markiert: